# Scientific Automotive Corporation
Scientific Automotive Corporation war ein US-amerikanischer Hersteller von Automobilen.

## Unternehmensgeschichte
Das Unternehmen wurde im August 1920 in New York City gegründet. 1921 begann die Produktion von Automobilen. Der Markenname lautete Rodgers. Zwei Quellen meinen, dass die Fahrzeuge wohl hauptsächlich für den Export vorgesehen waren. The Automobile Journal listete den Rodgers noch im März 1923 als ein aktuelles Modell. Es gibt allerdings keine Hinweise darauf, dass die Produktion so lange lief. Zwei Quellen geben übereinstimmend 1921 als letztes Produktionsjahr an.

## Fahrzeuge
Im Angebot stand nur ein Modell. Es hatte einen Vierzylindermotor. Er war mit 36 PS angegeben. Das Fahrgestell hatte 284 cm Radstand. Als Aufbau ist ein Tourenwagen überliefert. Er kostete 1295 US-Dollar.